# Jota Volantis
Jota Volantis (ι Volantis, förkortat Jota  Vol, ι Vol) som är stjärnans Bayerbeteckning, är en enkel stjärna belägen i den västra delen av stjärnbilden Flygfisken. Den har en skenbar magnitud på 5,39 och är svagt synlig för blotta ögat där ljusföroreningar ej förekommer. Baserat på parallaxmätning inom Hipparcosuppdraget på ca 5,8 mas, beräknas den befinna sig på ett avstånd på ca 560 ljusår (ca 173 parsek) från solen.

## Egenskaper
Jota Volantis är blå till vit jättestjärna av spektralklass B7 III. Vissa källor avger emellertid spektralklass B7 IV, vilket skulle betyda att den är en underjättestjärna. Den har en massa som är ca 3,7 gånger större än solens massa, en radie som är ca 4,7 gånger större än solens och utsänder från dess fotosfär ca 313 gånger mera energi än solen vid en effektiv temperatur på ca 11 800 K.